# Trachemys taylori
Espèce
Synonymes
- Pseudemys scripta taylori Legler 1960
- Trachemys scripta taylori (Legler 1960)

Statut de conservation UICN

 EN A4e; B1ab(iii,v)+2ab(iii,v) : En danger
Trachemys taylori est une espèce de tortue de la famille des Emydidae.

## Répartition
Cette espèce est endémique du Coahuila au Mexique.

## Étymologie
Cette espèce est nommée en l'honneur d'Edward Harrison Taylor.

## Publication originale
- (en) Legler, 1960 : A new subspecies of slider turtle (Pseudemys scripta) from Coahuila, México. University of Kansas Publications Museum of Natural History, vol. 13, no 3, p. 73-84 (texte intégral).